# Государственный аграрный университет Северного Зауралья
Государственный аграрный университет Северного Зауралья (ГАУ Северного Зауралья) — высшее учебное заведение в городе Тюмени. Основан 5 сентября 1959 года. Интегрирован в состав ТюмГУ 21 марта 2025 года.

## История
Университет был открыт на базе Тюменского сельскохозяйственного техникума, существовавшего с 1919 года в здании бывшего Александровского реального училища. Техникум известен тем, что в 1926—1927 годах в нём учился будущий разведчик Николай Кузнецов, а в 1941—1945 годах на втором этаже в аудитории 15 содержалось тело В. И. Ленина.
С момента открытия и до 1995 года университет носил название Тюменский сельскохозяйственный институт, до 4 октября 2012 года — Тюменская государственная сельскохозяйственная академия.
О Тюменском сельскохозяйственном институте в 1974 году:

Сельскохозяйственный институт открылся в 1959 году. В институте три факультета — агрономический, зоотехнический и экономический. Обучается здесь 2300 студентов, из них 1133 на заочном отделении. При институте создано учебно-опытное хозяйство, где студенты проходят практику, — четыре отделения с посевной площадью 3660 га и животноводческая ферма. В институте работает 19 кафедр, на которых работает 138 преподавателей. Как и во всех вузах города, в сельскохозяйственном институте создан факультет общественных профессий, где студент имеет возможность получить дополнительно специальность тренера-общественника, фотокорреспондента, лектора-пропагандиста, руководителя танцевального кружка.— Тюмень. Путеводитель–справочник. Изд. 2-е, испр. и доп. Свердловск: Средне-Уральское книжное издательство, 1974. С. 97−98.
21 марта интегрирован в состав ТюмГУ. Приказ об объединении университетов опубликовало Минобрнауки РФ 20 марта. Ректор ТюмГУ Иван Романчук заявил, что после объединения в университете будет создано еще одно образовательное подразделение.

## Ректоры
- Павел Мартен (1920—1929);
- Василий Высоцкий;
- Анатолий Малов (1963—1980);
- Игорь Комиссаров (1981—1998);
- Николай Абрамов (1999—2014);
- Елена Бойко (с 28 декабря 2014)[3].

## Структура
- Агротехнологический институт;
- Институт биотехнологии и ветеринарной медицины;
- Инженерно-технологический институт;
- Институт дистанционного образования;
- Институт повышения квалификации и переподготовки кадров;
- Институт прикладных аграрных исследований и разработок;
- Учебно-методическое управление;
- Международный отдел;
- Отдел по внеучебной работе;
- Управление информационных технологий и систем;
- Административно-хозяйственное управление;
- Управление бухгалтерского учёта и отчетности;
- Управление по информационной политике;
- Управление безопасности;
- Спортивный клуб «Колос»;
- Учебно-технический центр;
- Профком;
- Центр тестирования по выполнению нормативов испытаний (тестов) комплекса ГТО;
- Учебно-опытное хозяйство.